# زرین‌ده
زرین‌ده یکی از روستاهای استان آذربایجان شرقی است که در دهستان چاراویماق جنوب شرقی( نام شورا حاج یوسف گلیزاده )بخش شادیان شهرستان چاراویماق واقع شده‌است.این روستا۱۳۶ نفر جمعیت دارد.
این روستا ارسال 1400زیر کشت نمی‌رود از ودرتوقیف است